# Niederländische Badmintonmeisterschaft 1973
Die Niederländische Badmintonmeisterschaft 1973 war die 32. Austragung der nationalen Titelkämpfe im Badminton in den Niederlanden. Sie fand bereits vom 9. bis zum 10. Dezember 1972 in Utrecht statt.

## Finalresultate
| Disziplin    | Sieger                              | Finalist                               | Ergebnis    |
| ------------ | ----------------------------------- | -------------------------------------- | ----------- |
| Herreneinzel | Huub van Ginneken                   | Rob Ridder                             | 15-4, 15-6  |
| Dameneinzel  | Agnes van der Meulen                | Joke van Beusekom                      | 12-10, 11-8 |
| Herrendoppel | Huub van Ginneken Clemens Wortel    | Rob Ridder Piet Visman                 | 15-4, 15-8  |
| Damendoppel  | Marja Ridder Marjan Luesken         | Agnes van der Meulen Joke van Beusekom | 15-9, 15-4  |
| Mixed        | Huub van Ginneken Joke van Beusekom | Rob Ridder Marja Ridder                | 15-12, 15-8 |